# Seenotrettungsstation Timmendorf/Poel
Die Seenotrettungsstation Timmendorf/Poel der Deutschen Gesellschaft zur Rettung Schiffbrüchiger (DGzRS) liegt an der Ostsee in Mecklenburg-Vorpommern auf der Insel Poel. An der Lotsenbrücke im Hafen von Timmendorf hat die DGzRS für die freiwilligen Seenotretter das Seenotrettungsboot (SRB) Wolfgang Wiese stationiert. Damit sichern sie das Revier in der Lübecker Bucht mit der Wismarbucht bis nach Boltenhagen auf dem Klützer Winkel im Westen. In Richtung Nordosten reicht das Gebiet bis nach Rerik an der Halbinsel Wustrow mit dem dahinter liegenden Salzhaff.
Der kleine Hafen mit dem Leuchtturm ist von der Konzeption her ein Wasserwanderrastplatz, der auch Liegeplätze für Sportboote bietet. Hier ist ein Lotsenboot stationiert und es landen Ausflugsschiffe aus Wismar an. Die relativ flache Ostsee vor der Insel erfordert bisweilen Hilfseinsätze für fest gekommene Sportboote oder sonstige Einsätze für Angel- oder Fischerboote. Auch medizinische Notlagen an Bord von vorbei fahrenden Schiffen können ein Auslaufen der Seenotretter erforderlich machen, um Personen abzubergen und an Land zu bringen. Im Regelfall erfolgt die Alarmierung durch die Zentrale der DGzRS in Bremen, wo die Seenotleitung Bremen (MRCC Bremen) ständig alle Alarmierungswege für die Seenotrettung überwacht.

## Aktuelles Boot der Station
Das SRB Wolfgang Wiese der aktuellen Bauform war auf der Tamsen Werft in Rostock gebaut und im April 2018 im Hafen von Timmendorf getauft worden. Mit seinem 380-PS-Dieselmotor kann das 10,1 Meter lange Boot eine maximale Geschwindigkeit von 18 Knoten erreichen. Das stabile Schleppsystem von 1,5 Tonnen Nenntragfähigkeit eignet sich auch zum Ab- bzw. Freischleppen von größeren Schiffen. Die Boote besitzen ein vollständig geschlossenes Steuerhaus als Selbstaufrichter und nur einen Tiefgang von 0,96 Meter für Flachwassereinsätze vor der Küste.
Bei umfangreicheren Rettungs- oder Suchaktionen erfolgt eine gegenseitige Unterstützung durch die benachbarten Stationen:
- Kreuzer der Seenotrettungsstation Grömitz
- Boot der Seenotrettungsstation Kühlungsborn

## Geschichte
Im Jahr 1869 gründete die DGzRS die Station in Timmendorf mit Verlegung eines Ruderrettungsboot von Rügenwaldermünde (heute in Polen). Im Lauf der Jahre schickte die Gesellschaft immer wieder neue Boote zur Insel Poel. Ab 1936 begann das Zeitalter der Motorrettungsboote mit Stationierung von KRD 415 LÜBECK. Das 11,85 Meter lange Boot war 1926 auf der Lindenau-Werft in Memel (heute Klaipėda) als BREMEN (I) gebaut worden und hatte 1929 in Travemünde den neuen Namen erhalten. Mit dem 1936 eingebauten 60-PS-Motor konnten 9 Knoten Fahrt erreicht werden. Zwischen 1940 und 1942 stand die LÜBECK im Dienst des Seenotdienstes der deutschen Luftwaffe bei der Seenotrettungsstation Wangerooge. Nach ihrer Rückkehr nach Poel wurde das Stahlboot 1943 außer Dienst gestellt und die Station mit Kriegsende geschlossen.
Der staatliche Seenotrettungsdienst der DDR stationiert 1953 das Motorrettungsboot POEL. Es blieb bis zur Wiedervereinigung und der Übernahme durch die DGzRS auf der Insel. 1992 legte die Rettungsgesellschaft das Neubau-SRB Günther Schöps nach Timmendorf – ein Boot der 2. Generation von 8,5 Meter Länge. Nach 26 Jahren wurde das Boot 2018 außer Dienst gestellt und an die Ghana Maritime Authority (GMA) verkauft.
Am Nordrand des Hafens steht für die Seenotretter seit 2001 ein neues Stationsgebäude.

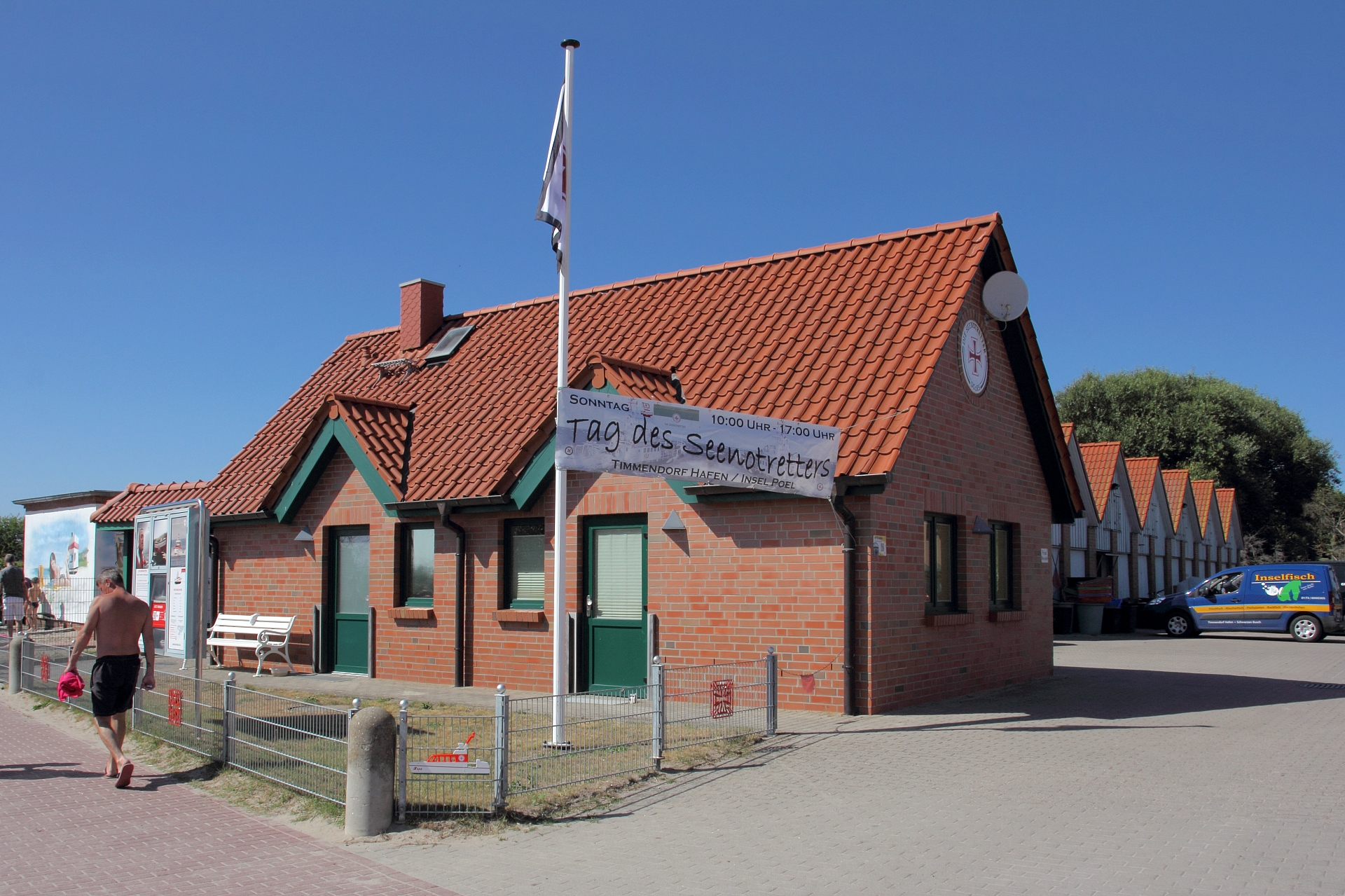
DGzRS-Stationsgebäude in Timmendorf auf der Insel Poel